# SN 2006hg
SN 2006hg – supernowa typu Ia odkryta 16 września 2006 roku w galaktyce A014058-0043. W momencie odkrycia miała maksymalną jasność 21,90m.